# 索内哈
索内哈，是西班牙瓦伦西亚自治区卡斯特利翁省的一个市镇。总面积29平方公里，总人口1383人（2001年），人口密度48人/平方公里。